# Gens Rabuleia
La gens Rabuleia (en llatí: gens Rabuleia) va ser una gens de l'antiga Roma. Dionís d'Halicarnàs esmenta Mani Rabuleu (membre del Segon Decemvirat) com a patrici. El fet que un altre Rabuleu aparegui com a plebeu fa impossible determinar si la gens Rabuleia era plebea o patrícia.